# Струк, Илья Тимофеевич
Илья́ Тимофе́евич Стру́к (18 декабря 1896 года, село Грини Горностайпольской волости Чернобыльского уезда Киевской губернии Российской империи — 1969, Чехословакия) — украинский авантюрист, атаман времён Гражданской войны, приводимый рядом современных публицистов как пример хрестоматийного «зелёного» атамана и политической беспринципности. Также известен также как ярый антисемит, активный организатор еврейских погромов. Большую часть Гражданской войны (с перерывами) был фактическим диктатором Чернобыля.

## Биография
Родился в крестьянской семье. Окончив земскую школу, стал народным учителем, некоторое время преподавал. Наскоро подготовленные для обучения детей крестьян в соответствии с царской образовательной реформой, народные учителя малороссийских губерний впоследствии сыграли важную роль в украинском националистическом движении. Это обыгрывается, в частности, у Михаила Булгакова в «Белой гвардии», где выведен учитель-атаман полковник Козырь-Лешко, как один из прототипов которого атаман Струк иногда и рассматривается.
К 1916 году Струк, окончив юнкерское училище, выпущен прапорщиком в пехоту императорской армии. Уже в 1917 году он оказывается в родной волости, хотя на фронте продолжаются боевые действия. После некоторых приключений, о которых сохранились противоречивые свидетельства, Струк в ноябре 1918 года оказался атаманом крупного (порядка двух тысяч человек при пулемётах и пушках) отряда, выступавшего против диктатуры гетмана Скоропадского на стороне Директории Украинской Народной Республики (петлюровцев). В декабре 1918 года, после захвата Киева войсками УНР, Струк был арестован по указу Директории за погромы, разбои и неподчинение приказам. Дело закончилось ничем.
Уже в феврале 1919 года Струк вёл переговоры о переходе со своим отрядом на сторону наступающей Красной армии. Его отряд был переименован в 20-й полк, а сам он поручил задание удерживать участок фронта против войск УНР.
В марте 1919 года отряд Струка поднял восстание против власти большевиков. Территория Чернобыльского уезда всё это время продолжала находиться под его фактическим контролем. Финансирование Повстанческой армии было насильственно возложено на евреев.
10 апреля 1919 года Струк отправился штурмовать советский Киев, воспользовавшись тем, что его коллега, атаман Зелёный, в это время штурмовал город с другой стороны. Повстанцы Струка проникли на Подол, где потеряли боеспособность, так как занялись грабежом евреев. В это время войска УНР под руководством Петлюры приступили к Киеву с третьего (пока ещё свободного) направления. Поскольку все красные части были заняты, выбивать Струка и его армию с Подола пришлось отряду, сформированному из моряков, подростков-комсомольцев и непосредственно членов правительства советской Украины, включая Ворошилова. Струк отступил туда же, куда и всегда — в Чернобыльский уезд.
В мае 1919 года Струк захватил пароход и несколько буксиров на Днепре и вооружил их. В бой со Струком вступила Днепровская флотилия красных. Корабли Струка загорелись от зажигательных снарядов, а сам Струк был блокирован в Чернобыле, который был обстрелян красными с кораблей и затем взят.
Через некоторое время после этого в конце августа Петлюре удалось захватить Киев у большевиков (в первый раз, описанный в «Белой гвардии» Булгакова, он отбил его у Скоропадского), однако в тот же день его выбили войска Добровольческой армии генерала Деникина. Через несколько часов после взятия белыми Киева, атаман Струк с отрядом появился около города и предложил белым генералам свои услуги. В результате ему удалось выторговать себе чин полковника, а своим соратникам — регулярное жалование. Когда красные атаковали Киев, Струк участвовал в его обороне, а затем опять занялся грабежом евреев, на что белые махнули рукой.
В декабре 1919 года Красная армия со второй попытки взяла Киев. Отступая с белыми частями, Струк оказался в Одессе. Руководящий городом генерал Шиллинг встретил его без всякого восторга и громить кого-либо запретил. В феврале 1920 года, во время эвакуации Одессы, Шиллинг фактически передал власть в городе структурам генерала Виктора Николаевича Сокиры-Яхонтова (так называемая Галицкая армия, которая считалась небоеспособной), и к которому присоединился атаман Струк.
Сокира-Яхонтов тут же сдал Одессу большевикам и выразил готовность служить в Красной армии. Струк, понимая, что ему там не рады, удалился со своим отрядом к румынской границе и укрывался некоторое время в плавнях Днестра. Договорившись с румынами, Струк прошёл по их территории, вывел отряд обратно на Украину и с боями вернулся в Чернобыльский уезд.
В мае 1920 года оказывал поддержку штурмующим Киев польским войскам Пилсудского, который при содействии Петлюры взял город. После поражения поляков отступил к польской границе. На борьбу с его отрядом были направлены крупные силы красных, однако Струк, обойдя их, просочился в который раз к себе в Чернобыль.
Последний документированный еврейский погром был устроен Струком в октябре 1922 года, его отряд к этому времени сократился до нескольких десятков человек, при погроме погибло 80 евреев.
После этого Струк, как считается, выехал в Чехословакию, где прожил до конца жизни.
Образчиком политической мысли Струка может считаться такое его заявление:
Мои принципы: Я партизан и повстанец матери-Украины, и защитник её от грабителей, жидов и кацапов. Уничтожу всех, кто хотя бы в душе им сочувствует
Оригинальный текст (укр.)Мій висновок: я партизан і повстанець своєї неньки України й оборонець її від грабіжників, жидів і кацапів… Знищу всіх, хто хоч у душі на їх боці

Никаких более сложных принципов атаман, по всей видимости, не имел.